# Antropologia digital
A Antropologia digital estuda a relação entre humanos e a tecnologia na era digital e pode ser usada para se referir às consequências do surgimento e utilização das tecnologias digitais para populações específicas. A metodologia antropológica implica a utilização da etnografia, de forma presencial ou virtual, a netnografia.
Realiza a análise da socialização e dos discursos, técnicas, identidades culturais, e das formas específicas de relacionamentos que nascem na sociedade com o advento da Internet e passaram a ser um ‘locus’ de interação, expressão cultural e política. Também discute metodologicamente como devem ser realizadas as etnografias no meio virtual.

## Definição e âmbito
A maioria dos antropólogos que utilizam o conceito “antropologia digital” referem-se à pesquisa que abarca diversas áreas de investigação, como a cibernética, a cibercultura, a realidade virtual, a inteligência artificial, os ciborgues,o jogo eletrônico/eletrónico, a desigualdade digital, e outros campos de inovação tecnológica e da internet.
O Digital Anthropology Group (DANG) está classificado como um grupo de interesse na Associação Antropológica Americana (American Anthropological Association), cuja missão inclui a promoção da utilização da tecnologia digital como ferramenta de investigação antropológica, encorajando os antropólogos a partilhar investigação utilizando plataformas digitais e delineando formas para os antropólogos estudarem as comunidades digitais.
O ciberespaço ou o próprio “mundo virtual” pode servir de local de “campo” para os antropólogos, permitindo a observação, análise e interpretação dos fenómenos socioculturais que surgem e ocorrem em qualquer espaço interativo.
As comunidades nacionais e transnacionais, possibilitadas pela tecnologia digital, estabelecem um conjunto de normas sociais, práticas, tradições, história contada e memória coletiva associada, períodos de migração, conflitos internos e externos, características de linguagem potencialmente subconscientes e dialetos miméticos comparáveis aos de comunidades tradicionais e geograficamente confinadas. Isto inclui as diversas comunidades construídas em torno de software livre e de código aberto, redes sociais, e grupos politicamente motivados como Anonymous, WikiLeaks ou o movimento Occupy.
Vários antropólogos têm conduzido etnografias tradicionais de comunidades e mundos virtuais, as artes da computação, subculturas computacionais, cidadania e participação política ‘online’ e a intersecção da criatividade com a tecnologia digital e a inteligência artificial.
A investigação antropológica pode ter um papel importante no desenvolvimento do design de produto, adaptando e melhorando a tecnologia, através do user experience (UX/UI).

## Ética
O trabalho de campo ‘online’ oferece novos desafios éticos. Conforme as diretrizes éticas da Associação Antropológica Americana, os antropólogos que investigam uma comunidade devem certificar-se de que todos os membros dessa comunidade sabem que são estudados e têm acesso aos dados produzidos pelo antropólogo. Também investigam aspetos da privacidade digital, a transparência em algoritmos e a defesa de normas, políticas e conformidades éticas.
Os investigadores têm o dever ético de armazenar dados digitais de forma responsável, o que significa proteger a identidade dos participantes, e realizar cópias de segurança de todos os dados.